# Inclisirán
Inclisirán es un medicamento indicado para 
disminuir los niveles elevados de colesterol en sangre. Se utiliza junto con una dieta baja en grasas saturadas y en combinación con estatinas, cuando 
la dosis máxima de estatina no reduce suficientemente los niveles de colesterol. Es un ácido ribonucleico pequeño de interferencia (siRNA), pertenece a un grupo de medicamentos hipolipemiantes llamados inhibidores de la proproteína convertasa subtilisina/kexina tipo 9 (PCSK9), se administra cada 6 meses por vía subcutánea.

## Historia
Su uso fue aprobado en la Unión Europea en diciembre de 2020. En agosto de 2021 fue aprobado en el Reino Unido. En diciembre de 2021 fue aprobado su uso en Estados Unidos. 

## Mecanismo de acción
El inclisirán es un ácido ribonucleico pequeño de interferencia (siRNA). El siRNA es un tipo de ARN interferente con una longitud de 20 a 25 nucleótidos que es altamente específico para la secuencia de nucleótidos de su ARN mensajero diana, interfiriendo por ello con la expresión del gen respectivo. Actúa inhibiendo la síntesis de la proteína PCSK9, incrementando la expresión del receptor del colesterol LDL (C-LDL) situado en la superficie celular de los hepatocitos, lo que aumenta la recaptación de C-LDL y reduce los niveles circulantes de C-LDL que es el efecto deseado.
En circunstancias normales, el colesterol LDL se elimina de la sangre al fijarse a receptores específicos en el hígado. La PCSK9 es una sustancia presente de forma natural en la sangre que reduce el número de estos receptores, lo que favorece que los niveles de colesterol LDL sean altos. El inclisirán impide la síntesis de PCSK9 e inhibe por tanto la degradación de los receptores celulares de las lipoproteínas de baja densidad que se encuentran situados en las células del hígado (hepatocitos). El resultado final es un aumento en el número de receptores lo que provoca disminución en el nivel de LDL en el plasma sanguíneo, que es la acción final que se pretende conseguir.